# Famille de Cupere
La famille de Cupere est une famille originaire de l'ancienne Hollande. Recensée dès le XIIIe siècle, elle existe encore au milieu du XIXe siècle. Cette famille dont « les ancêtres ont occupé les plus hautes charges dans l'armée, la magistrature et le sacerdoce » compte de nombreux notables néerlandais et britanniques, quelques abbés et abbesses, ainsi qu'un évêque de Chalcédoine, suffragant de l'archevêque de Cambrai. Pour la branche aînée restée aux Pays-Bas, le nom se modifie en de Cuyper, puis de Kuyper au fil du temps. On retrouve au XVIIe siècle un membre de cette branche dans l'entourage des princes d'Orange. Au XIXe siècle, en Hollande, le nom de famille étant devenu de Kuyper, plusieurs de Kuyper font partie des instances dirigeantes ou contractent alliance matrimoniale avec des personnes de premier plan : un Jacques de Kuyper est le beau-frère d'un dirigeant de la république batave devenu ensuite ministre du royaume de Hollande. En mars 1814, un membre de la lignée (de même qu'un oncle par alliance) participe à l'assemblée des notables réunis pour voter la Constitution du royaume uni des Pays-Bas.
Des membres de la branche cadette néerlandaise puis britannique sont retrouvés dans l'entourage du duc de Bourgogne Philippe le Bon puis de Maximilien Ier (empereur des Romains) et encore dans l'entourage d'Élisabeth Ire (reine d'Angleterre), en tant que lords et connétables. Le fondateur de la branche cadette belge est trésorier du duc de Bourgogne Charles le Téméraire.

## Armes
Les armes de la famille (reproduites page 2 de l'ouvrage de Léon de Herckenrode
 comme celles citées ci-dessous) sont : « De sinople au sautoir d'hermines; l'écu timbré d'un casque d'argent, grillé et liseré d'or, orné de son bourlet et lambrequins d'hermine et de sinople, et au-dessus, en cimier, deux demi vols d'hermines et de sinople ».

## Origines
Les chercheurs s'accordent à faire remonter la famille à un Arnould de Cupère, vivant au XIIIe siècle dans l'ancienne Hollande.

### ArnouldIerde Cupere (mort en 1300)
Arnould Ier de Cupere, capitaine « très renommé » de Florent V de Hollande, comte de Hollande et de Zélande, accompagne celui-ci dans toutes ses guerres contre les Frisons, et y montre son courage. Il meurt en combattant, au service de Jean Ier de Hainaut, nouveau comte de Hollande, dans l'île de Walcheren, en Zélande en 1300, atteint d'un trait de flèche. Il est enterré dans l'église de l'abbaye d'Egmond où se trouve son épitaphe : « hic jacet nobilis et strenuus miles dominus Arnoldus de Cupere comitis Holandiæ  capitanus qui obiit anno Dom. 1300 ».
Arnould avait épousé Ide de Renesse, « de gueules billeté d'or, au lion léopardé de même », (famille de Renesse), dame de la terre et seigneurie de Keervliet (en Zélande), héritée de son frère décédé Jean de Renesse. Elle meurt en 1356, âgée de 93 ans. Elle est inhumée dans l'église de Keervliet.

### Gaspard de Cupere
Gaspard de Cupere, fils des précédents, chevalier, seigneur de Keervliet, en néerlandais Kerrevliet, relève cette terre de Bauduin de Borselle, seigneur de Borselle (probablement Borsele), chevalier héréditaire, selon un acte de 1357. Gaspard est châtelain et écoutète de Geertruidenberg (Mont-Sainte-Gertrude) (« fils d'Arnould, sr du dit lieu, chastelain et escotete de Geertruidenberg»).
Il épouse la sœur de Bauduin de Borselle. Elle porte « de sable à la fasce d'argent » et décède en 1372. Le couple est enterré dans l'église de l'abbaye de Notre-Dame de Middelbourg où il avait fondé un anniversaire (demander aux moines de célébrer un office chaque année à une certaine date généralement contre une donation ou rétribution avec distribution d'aumônes) avec distribution d'argent, de pain et de vin,.

### Bauduin de Cupere (mort en 1381)
Bauduin de Cupere, fils des précédents, chevalier, seigneur de Keervliet et de Meerenbourg (également en Zélande), conseiller et juge de l'amirauté de Zélande, sert sous Guillaume, (Guillaume III de Hainaut), comte de Hainaut, de Hollande et de Zélande, seigneur de Frize (Frise occidentale?). En 1373, sous la régence d'Albert Ier de Hainaut, Guillaume étant devenu fou, il assiste ce prince dans la négociation menée avec Jean, sire et baron de Cruyninghe, pour la vicomté de Zélande et autres terres et seigneuries.
Il prend pour femme Clémence de Maelstède, « d'hermines à la fasce d'azur, au sautoir de gueules brochant sur le tout », morte sans enfants en 1375, inhumée dans l'église d'Armuyde. Il se marie ensuite avec Marguerite van Gerwen, « d'argent à quatre fasces de sable, au canton d'azur à un fer de moulin d'argent », appartenant à une famille de vieille noblesse. Il meurt en 1381. Veuve, Marguerite donne, au nom de son fils Thierry, à l'abbaye Saint-Paul d'Utrecht, le dénombrement de sa terre de Meerenburg ainsi qu'il apparait par titre en date de 1409.
Le couple a cinq enfants :
- Thierry de Cupere, auteur de la branche aînée néerlandaise qui suit.
- Arnould II de Cupere, auteur de la branche cadette néerlandaise puis britannique qui suit en dessous de la branche aînée.
- Raymond de Cupere, (?- 1415), seigneur de Valckenheim, (commune actuelle de Fauquemont-sur-Gueule), capitaine de l'artillerie du duc de Bourgogne, Jean Ier de Bourgogne, dit Jean Sans Peur. Il combat avec courage à la bataille d'Azincourt (des sources[10] disent Ariencourt, M. de Vegiano précise bien Azincourt[11]) et y meurt glorieusement[12].
- Antoinette de Cupere, épouse d'abord Arnold de Gemert, « de gueules à 3 pals de vair, au chef d'argent chargé d'un chien courant de gueules », seigneur de Gemert et de Druthen, chevalier, drossard (officier de justice) de la ville de Grave, tué en Frise sans postérité. Elle se marie ensuite avec Jean de Backerweert, « fascé d'argent à quatre sautoirs de gueules et d'azur de 8 pièces, au franc canton écartelé, aux 1 et 4 d'or, au lion de sable, et aux 2 et 3 d'or au lion de gueules », seigneur de Waterlandt (Waterland?). Le couple aura 19 enfants, 17 fils dont 14 devinrent ecclésiastiques, et 2 filles, l'une mariée au seigneur de Roon, l'autre au seigneur de Bormaigne[13].
- Ilse de Cupere, religieuse jubilaire (ayant plus de 25 ans de présence) de l'abbaye de Roosendael, dont elle refusa d'être l'abbesse[14] selon les mémoires du confesseur de l'abbaye[13].

## Branche aînée néerlandaise

### Thierry de Cupere (mort en 1458)
Thierry de Cupere, seigneur de Keerwliet et de Meerenburg, mort en 1458, est cité dans la lettre de dénombrement de l'abbé de Saint-Paul d'Utrecht, déjà évoquée, sous les termes « Joncker Didericq de Cupere, heer tot Kerrewliet, schiltcnaep ». Chevalier, il hérite de sa mère de nombreux biens en Campine et dans la mairie (circonscription) de Bois-le-Duc.
Il se marie avec Catherine van der Aa, « échiqueté d'or et de gueules, au canton d'argent à une merlette de sable », fille du seigneur de Randerode. Thierry meurt en 1458. Le couple a eu trois enfants :
- Étienne de Cupere, religieux de l'abbaye de Sibbelo[16], puis abbé de l'abbaye de Berne dans la mairie de Bois-le-Duc, où il demeura saintement 19 ans.
- Pierre Ier de Cupere qui suit.
- Ciprien de Cupere, prêtre récollet à Bois-le-Duc, « fameux prédicateur »[1], auteur d'un ouvrage dédié à son frère abbé : La Contemplation divine[17].

### PierreIerde Cupere (mort en 1479)
Pierre Ier de Cupere, mort le 15 avril 1479, écuyer, seigneur de Keervliet, Meerenburg, Loen, et Herckenroy, épouse en premières noces Alaïte van Haemstede, « d'or, au lion de gueules armé et lampassé d'azur, chargé sur l'épaule d'une roue d'argent ». Le couple a deux enfants morts en bas âge. Il se marie ensuite avec Gertrude van Bruweze, « de sable à trois cors d'argent, enguichés et virolés d'or », encore vivante en 1498. Après sa mort le 15 avril 1479, il est enterré dans l'église des récollets de Bois-le-Duc, sous une tombe à ses armes. Deux enfants naissent du second mariage :
- Jean Ier de Cupere qui suit.
- Pierre II de Cupere, seigneur de Loen, docteur en droit à l'Université de Louvain, conseiller à la cour d'Utrecht (cour de l'évêque, probablement David de Bourgogne), meurt sans alliance dans cette ville, et est inhumé dans l'église Saint-Servais d'Utrecht[19].

### JeanIerde Cupere
Jean Ier de Cupere, seigneur de Keervliet, Meerenburg, Herckenroy, achète avec sa mère plusieurs terres dans la région d'Utrecht comme il apparait dans la lettre d'achat datée de 1498. Il épouse Agnès d'Erpe, riche héritière du pays de Juliers, « de sable au sautoir componé d'argent et de gueules ». Le couple a trois enfants :
- Jean II de Cupere qui suit.
- Christophe de Cupere, reçoit en partage tous les biens que sa mère possède en pays de Juliers. Il s'y établit, prend pour femme une fille de la noble famille de Palart. Le couple est à l'origine d'une lignée surnommée « de Cuypere » dans ce pays de Juliers, dont les armes sont « bandé d'or et d'azur de huit pièces; au premier canton de gueules au lion d'argent ».
- Gertrude de Cupere, mariée à Jean van Enckenvoirt ou Hinkewoort, « d'or à trois aigles de sable », chevalier, seigneur de Besselaer et de Gordonck, bourgmestre de Bois-le-Duc. De cette lignée est issu le cardinal Willem van Enckenvoirt[21].

### JeanIIde Cupere
Jean II de Cupere, est chevalier, seigneur de Keervliet, Meerenburg, Herckenroy et autres lieux. Il épouse en premières noces Lucie de Grevenbroeck, « d'argent à 2 fasces bretessées et contrebretessées de gueules, à la bordure engrêlée d'azur », famille issue de la très ancienne maison d'Arckel, descendant d'un noble hongrois, située sur la commune d'Achel, entre Eindhoven et Maastricht, fille du seigneur de Loon, chevalier, et de Marie de Haestrecht. Il se marie ensuite en Zélande avec Jossine Catz, « de sable à deux fasces ondées d'argent, accompagnées de trois losanges d'or, deux en chef et une en pointe ». Il meurt en la ville de Grave (Brabant-Septentrional).
Deux enfants naissent du premier lit et cinq du second :
- Jean III de Cupere, tué au château de Boukemeer, en Campine, par Frédéric, bâtard de Berck, et enterré à Meghem.
- Jossine de Cupere, dame héritière de Keervliet, mariée à David de Nederneen, « d'argent à la fasce de gueules, accompagnée de quatorze (ou quinze[22]) billettes de sable, posées en fasce, 5 et 4 en chef, 3 et 2 en pointe », drossard de la Vellue (Veluwe?), fils de Jean de Nederneen, seigneur de Dierickslandt et d'Anne van de Werve.
- Arnould III de Cupere, chevalier de l'ordre teutonique, commandeur de Layenburg ou Layembourg[1], tué à la guerre de Prusse.
- Jean IV de Cupere qui suit.
- Nicolas de Cupere, capitaine en la guerre de Hongrie contre les Ottomans, inhumé dans l'église de Presbourg.
- Émerence de Cupere, épouse Éverard de Cocq van Opyne, « de gueules à trois pals de vair, au chef d'or, à un lion issant de gueules », bourgmestre de Bois-le-Duc, puis gouverneur de Grave et de Nimègue, député des états du Brabant à La Haye, où il meurt sans postérité.
- Walburge Ire de Cupere, fiancée à l'âge de 15 ans à Charles de Dorne, seigneur de Rillard. Elle renonce au mariage et meurt religieuse à Reinberghe[23].

### JeanIVde Cupere (mort en 1567)
Jean IV de Cupere, seigneur de Meerenburg et d'Herckenroy, meurt d'une chute de cheval en 1567. Il avait épousé Marie de Malsen, « de gueules à la bande d'argent », fille de Robert de Malsen, seigneur de Tilbourg. On leur attribue quatre descendants :
- Robert Ier de Cupere qui suit.
- Marie-Jacqueline de Cupere, morte à Bois-le-Duc en 1599 et inhumée dans l'église des Récollets de la ville, mariée à Maximilien de Brederode (nl)[24], « d'or au lion de gueules, à un lambel (de 3 pendants d'azur[25]) brochant sur le tout », seigneur de Horst, fils de Renaud IV de Brederode (nl), seigneur de Cloetinghe (Cloetingen ou Kloetinge?), et de Marie van Doerne.
- Christine de Cupere, chanoinesse à Remberghe, puis abbesse de Neucloster au pays de Clèves.
- Géry de Cupere, conseiller à la Cour de Clèves (au service du duc de Clèves, probablement Guillaume de Clèves) puis chanoine de la basilique Saint-Géréon de Cologne et prévôt de Carpen[26].

### RobertIerde Cupere
Robert Ier de Cupère, seigneur de Meerenburg, Herckenroy et Keervliet, hérité de sa tante Jossine, capitaine au service des états de Hollande, membre du Ridderschap (ordre équestre) de sa région, prend pour femme Dorothée de Vlaederacken, « d'argent à trois quintefeuilles de gueules », fille de Thierry de Vlaederacken et d'Adrienne Bacx. Le couple n'a qu'un fils Jean-Robert qui suit.

### Jean-Robert de Cupere (mort en 1625)
Jean-Robert de Cupere, seigneur de Meerenburg, Herckenroy et Keervliet, est page du prince d'Orange Philippe-Guillaume d'Orange, puis maître d'hôtel de Frédéric-Henri d'Orange-Nassau, drossard (officier de justice) de Kemerland (Kennemerland?) et de Veluwe. Il meurt en 1625 au siège de Breda. Il avait épousé Catherine de Schagen, « bandé d'or et de gueules de six pièces; au premier canton de Bavière écartelé de Hainaut », fille de Jean de Schagen, sire du lieu et d'Anne d'Assendelft. Le couple a eu deux enfants :
- Robert II de Cupere, mort adolescent, enterré dans la chapelle de la Sainte-Trinité de l'église cathédrale de Bois-le-Duc.
- Maurice-François qui suit[27].

### Maurice-François de Cupere
Maurice-François de Cupere, seigneur de Meerenburg, Herckenroy et Keervliet, se marie avec Debora de Jonghe, « d'azur à la fasce échiquetée d'argent et de gueules », fille de Corneille de Jonghe, seigneur de Baardwyck, maître de la chambre des comptes de Hollande, et d'Agnès Sasbout, fille de Josse Sasbout, chancelier de Gueldres. À cause des troubles religieux qui éclatent en 1629 et années suivantes à Bois-le-Duc, Maurice-François de Cupere quitte la ville avec d'autres familles et s'établit en Campine. Le couple a plusieurs enfants dont Jean V qui suit.

### JeanVde Cupere
Jean V de Cupere épouse Aleyde de Cuyper, « bandé d'or et d'azur de huit pièces au premier canton de gueules au lion d'argent », fille d'Arnould de Cuyper  au pays de Juliers (descendant de Christophe de Cupere ci-dessus), comme le constate un acte authentique sur parchemin passé devant deux échevins de Bois-le-Duc, en date de mars 1636 : « Jan, soone wyle Heer Maurits Franciscus de Cupere, als wettig man van Jouff. Aleydis synder huisvrouwe ductere van Arnoldus de Cuyper ». Le couple s'installe dans le pays de Juliers (près de Cologne). il a trois enfants :
- Arnould IV de Cupere qui suit.
- Marie Ire de Cupere, morte sans alliances.
- Gérarda de Cupere, religieuse[29]

### ArnouldIVde Cupere
Cet Arnould IV de Cupere fut celui dont le nom fut « néerlandisé » ou « germanisé  » en de Cuyper. Ses enfants portent le nom de de Cuyper qui sera désormais leur patronyme.
Arnould IV de Cupere, dit de Cuyper, épouse le 19 décembre 1656, Gérarda van Lanckvelt, « de sable à trois roues d'or, placées 2 et 1 », fille de Godard de Lanckvelt. Le testament de celle-ci date du 7 novembre 1687. Cinq enfants naissent du mariage :
- Mathieu de Cuyper, né le 24 janvier 1658, mort sans alliance.
- Aleydis de Cuyper, née le 13 avril 1660, religieuse au couvent de Turnhout.
- Marguerite de Cuyper, née le 6 octobre 1662, morte célibataire.
- Jean Ier de Cuyper, né le 9 juillet 1665, sans autre renseignement.
- Pierre de Cuyper qui suit[31].

### Pierre de Cuyper (1670-?)
Pierre de Cuyper nait le 25 mars 1670 (mort en 1730). Il prend pour femme le 22 juin 1695 Anne Custers, « de gueules à une quintefeuille d'argent », fille de Daniel Custers. Ils ont deux enfants :
- Arnould de Cuyper, né le 23 janvier 1698, mort sans alliance.
- Jean II de Cuyper qui suit[31].

### JeanIIde Cuyper (1700-?)
Jean II de Cuyper, né le 21 février 1700, se marie le 8 mai 1729 avec Catherine van der Polder, fille de Nicolas van der Polder et d'Agathe Vergouw. Du mariage sont nés plusieurs enfants dont Jacques qui suit.

### Jacques de Kuyper (1745-?)
Avec Jacques de Kuyper, le nom de famille connait sa deuxième modification et ce personnage sera désormais connu sous le nom de Jacques de Kuyper, forme définitive du nom néerlandisé. Jacques de Kuyper avait pour armes l'écu de la famille avec « au centre un écusson de sable à trois roues d'or, placées 2 et 1, coupé de sinople au lièvre couchant sur une terrasse entre deux arbres, le tout d'or ».
Jacques de Kuyper nait le 3 février 1745. Il devient le 7 octobre 1781 à Eindhoven le mari de Élisabeth Marie Thérèse van Hoof, née le 2 février 1750, fille de Martin van Hoof et d'Anne Élisabeth Bols. Le frère d'Élisabeth, Jean-François Rudolf van Hoof, sera à partir de 1799, membre puis président du pouvoir exécutif de la République batave et ministre de la justice de Louis Bonaparte, frère de Napoléon Ier, Roi de Hollande en 1806-1807. Le couple a quatre enfants :
- Martin Jean Joseph de Kuyper né le 16 octobre 1782, mort en bas âge.
- Anne Élisabeth Marie de Kuyper, (1784- 1816), nait le 26 octobre 1784 et meurt sans alliance le 31 mai 1816.
- Charlotte Ire Thérèse de Kuyper, née le 31 août 1786, se marie le 14 août 1818 avec Joseph Jean Janssen, fils d'Antoine Janssen et de Jeanne Marcelle van Hoof (celle-ci et la mère de Charlotte sont deux sœurs). Antoine Janssen participe le 29 mars 1814 à l'assemblée des notables réunis à Amsterdam pour voter la Constitution du royaume uni des Pays-Bas.
- Joseph Ier François de Kuyper qui suit[34].

### JosephIerFrançois de Kuyper
Joseph Ier François de Kuyper est membre et député de l'ordre équestre pour les états provinciaux du Brabant septentrional. Il participe lui aussi à l'assemblée des notables d'Amsterdam de 1814 pour voter la constitution du royaume. Il avait épousé le 11 juillet 1800 Marie Thérèse Philippine Dubbelens, fille d'Henri Dubbelens et de Marie Catherine Weyrelyckhuysen. Du mariage naissent onze descendants :
- Joséphine Elisabeth Marie de Kuyper, née le 29 juillet 1810, épouse le 30 mai 1834 Eugène Henri Corneille Antoine de Kuyper, fils de Jean de Kuyper (descendant de Jean II de Cuyper, soit un cousin plus ou moins proche) et d'Isabelle Marie Anne Jacqueline Aerts. Eugène est mort le 11 septembre 1835 ayant eu un enfant de son mariage

1. Marie Angélique Joséphine de Kuyper, née le 4 mars 1835, se marie le 20 mai 1862 avec Jean Louis van Sasse van Ysselt, fils de Louis van Sasse van Ysselt, chevalier de l'ordre du Lion néerlandais, membre de la 1re chambre des États généraux (États généraux du royaume des Pays-Bas) , et de l'ordre équestre du Brabant septentrional, et de Olivie Cavellier d'Adrichem.

- Élisabeth Ire Rosalie Marie de Kuyper, (1812-1851), née le 29 juillet 1812, meurt le 17 mai 1851, sans alliance.
- Charlotte II Thérèse Alphonsine de Kuyper, née le 20 mai 1814, épouse le 30 mai 1834 Dominique Blankenheim, commandeur de l'ordre du lion néerlandais, chevalier de l'ordre militaire de Guillaume, décoré de la croix de fer, membre de la 1re chambre des États généraux, président de celle-ci en 1850-1851, échevin de la ville de Rotterdam, fils de Charles Jacques Blankenheim, chevalier de l'ordre du lion néerlandais, maire et échevin de Rotterdam, qui avait participé lui aussi à l'assemblée des notables de 1814 déjà évoquée, et de Marie Catherine Mosmans.
- Édouard Ier Joseph Corneille Marie de Kuyper qui suit.
- Thérèse Angélique Constance Victorine de Kuyper, née le 28 décembre 1818, se marie le 15 février 1848 avec François Jean Joseph van Ryckevorsel van Kessel, fils d'Auguste Théodore, baron van Ryckevorsel van Kessel, seigneur de Kessel, chevalier de l'ordre du lion néerlandais, décoré de la croix de fer et membre de l'ordre équestre du Brabant septentrional, et d'Éverarda Françoise Half-Wessenaer van Onsenoord.
- Angélique Alphonsine Hortense Henriette de Kuyper, (1819-1839), née le 30 décembre 1819, meurt le 10 juin 1839, sans alliance.
- Victor Ferdinand Auguste Henri de Kuyper, né le 1er avril 1822, membre de l'ordre équestre du Brabant septentrional, bourgmestre de Veghel et d'Erp, prend pour épouse Louise Élisabeth Marie Thérèse Janssen, fille de Joseph Jean Janssen et de Charlotte I Thérèse de Kuyper ci-dessus, autrement dit sa cousine germaine.
- Louis Richard Léopold Joseph de Kuyper, nait le 2 avril 1824, se marie le 12 février 1852 avec Anne Marie Frédérique van Ham, fille de Nicolas Pierre van Ham et de Marie Thérèse Haerten de Gelderen.
- Ferdinand Auguste Léopold Joseph de Kuyper, né le 25 mars 1826, se marie le 17 septembre 1855 avec Joséphine Éverarde Marie Hubertine van Ryckevorsel (même famille que le Ryckevorsel van Kessel épousé par sa sœur Thérèse Angélique ?), fille de Bernard Jacques van Ryckevorsel et d'Élisabeth Marie Claire Vermeulen, dont la famille est alliée à un membre du Conseil d'État, gouverneur de la province du Brabant septentrional et dont un frère est bourgmestre de Bois-le-Duc.
- Auguste Charles Henri Léopold de Kuyper, (1828-1835), nait en 1828 et décède le 20 septembre 1835.
- Virginie Émilie Pauline Charlotte Eugénie de Kuyper nait le 5 décembre 1830[35].

### ÉdouardIerJoseph Corneille Marie de Kuyper (1817-?)
Édouard Ier Joseph Corneille Marie de Kuyper, né le 15 janvier 1817, commandeur de l'ordre de la couronne de chêne, membre et député de l'ordre équestre pour les états provinciaux du Brabant septentrional, bourgmestre de Bois-le-Duc, prend pour femme le 19 avril 1842, Véronique Cornélie Hubertine Smits van Eckart, fille de Jean Jacques Smits van Eckart, seigneur d'Eckart, chevalier de l'ordre du lion néerlandais, membre de l'ordre équestre et des états provinciaux du Brabant septentrional, et de Marie Thérèse Mercx. Une sœur de l'épouse d'Édouard est alliée à un baron de Ryckevorsel van Kessel, frère de l'époux de la tante d'Édouard, Thérèse Angélique. On leur attribue quatre enfants :
- Joseph II Jean Jacques Édouard, Marie de Kuyper, (1843-1854), nait le 7 février 1843 et meurt le 24 janvier 1854.
- Jean Louis Édouard Marie de Kuyper, né le 13 septembre 1845.
- Édouard II Joseph Corneille Marie de Kuyper nait le 3 novembre 1847.
- Élisabeth II Théodora Maria Thérésa de Kuyper, née le 21 février 1850[36].

## Branche cadette néerlandaise puis britannique

### ArnouldIIde Cupere
Arnould II de Cupere est donc le deuxième fils de Bauduin de Cupere et de Marguerite van Gerwen ci-dessus. Arnould II de Cupere, seigneur de Cunre, exerce la fonction de membre du conseil de La Haye, puis de vice-président de ce conseil. Il est un des exécuteurs testamentaires du duc de Bourgogne Philippe le Bon. Il prend pour femme Émélie van Alckemade, « d'argent au lion de sable, couronné d'or, armé et lampassé de gueules », fille de Floris van Alckemade. Du mariage naissent cinq enfants :
- Arnould V de Cupere qui suit.
- Jean VI de Cupere auteur de la branche cadette belge ci-dessous.
- Béatrix de Cupere, épouse Adolphe van Sande, « d'or à la fasce d'azur, chargée de trois coquilles d'argent », chevalier, seigneur de Rodenbourg, amman (représentant local du pouvoir) de Thilt, puis dyckgraef (responsable du drainage) du Zuid-Beverland. Elle meurt à Bois-le-Duc où son épitaphe figurait au XIXe siècle dans l'église Notre-Dame.
- Pierre III de Cupere, écuyer, fait des études à l'université de Louvain et meurt sans alliances lors d'un voyage fait en Italie avec le seigneur de Hornes.
- Florent de Cupere, pasteur de Tilbourg, en la mairie de Bois-le-Duc où il meurt de maladie contagieuse (la peste) en 1468[37].

### ArnouldVde Cupere (mort en 1477)
Arnould V de Cupere, dit d'Alkemade, seigneur de Cunre et de Cunderecht par retrait (retrait lignager), conseiller fiscal de la cour de Hollande, prend pour femme en 1475 à Breda Hélène d'Elslo (???Elsloo dans la province du Limbourg nerlandais avec un château), « de gueules à trois chevrons d'or », après contrat de mariage passé devant le magistrat de la ville. Il meurt deux ans plus tard en 1477 n'ayant qu'un fils unique.

### FrançoisIerde Cupere
François Ier de Cupere, dit Arnould de Cupere, écuyer, seigneur de Cunre et Cunderecht, valet de chambre de l'archiduc Maximilien Ier, empereur des Romains, avec lequel il est détenu prisonnier pendant 9 mois par les bourgeois révoltés (à Bruges), et délivré, avec son maître, par l'Empereur (Frédéric III) venu secourir son fils Maximilien avec une forte armée.
François de Cupere se marie cinq fois :
1. Jeanne de Roon, « parti émanché d'or et de gueules », fille de Pierre de Roon, seigneur du lieu et d'Adrienne Sayt dite de Rosendael.
2. Jeanne de Wyckhuuse « de gueules au chevron d'argent, accompagné de trois molettes de même ».
3. Marie de Damhoudère « échiqueté d'or et de gueules ».
4. Agnès van Brouckhoven ou Broeckhoven[40] « d'azur à trois fers de moulin d'argent (ou d'or) ».
5. Walburge de Voeren « de gueules au lion léopardé d'or ».

Il a des enfants de trois de ses mariages :
- Françoise de Cupere, née du premier lit, dame de Cunre et de Cunderecht[41], épouse de Silvestre Nicolay, « de sable semé de fleurs-de-lis d'argent; au chef coupé en pointe d'or, chargé d'une aigle de sable », archer de corps du roi d'Espagne, Philippe II, avec lequel il se trouva à la bataille de Saint-Quentin en 1557.
- Émélia ou Émélie de Cupere, née du premier lit, dame héritière de Hoveninghen, se marie avec Henri de Oyssaghem, « d'or à trois jumelles de sable, au chef d'azur chargé de trois fleurs-de-lis d'argent », chevalier, seigneur de Popelmonde et de Susteren, gouverneur de la ville et du château de Heusten (Heusden?), tué devant Anvers.
- Martin de Cupere, né du second lit, en latin Cuperus, né à Malines, peut-être enfant du 1er lit, carme (ordre du Carmel) puis provincial de son ordre à l'âge de 36 ans, nommé en 1541 évêque de Calcédoine, suffragant de l'archevêque de Cambrai et en 1547 abbé de l'abbaye de Crespin. Le 27 avril 1545, Martin de Cupere est le prélat dit « Révérendissime Père en Dieu » qui dédicace un autel de l'église dite du vieux Moustier (Basilique Saint-Maurice) de Maubeuge à Sainte Aldegonde (Aldegonde de Maubeuge) et aux saints de sa famille[42]. En 1550, Martin de Cupere fait partie des commissaires nommés par Marie de Hongrie gouverneure des Pays-Bas espagnols et autrichiens, chargés de se rendre en Lorraine pour récupérer le corps de Charles le Téméraire mort en 1477 devant Nancy afin de le ramener au Luxembourg dans ses possessions bourguignonnes[43]. En 1556, il transporte de Mons en l'abbaye de Liessies, le corps de Saint-Etton (Etton de Dompierre sur Helpe), après l'avoir déposé dans une riche caisse. Martin de Cupere meurt en 1572[44].
- Pierre IV de Cupere qui suit.
- Walburge II de Cupere, née du troisième ou du cinquième lit, épouse en premières noces Jérémie van Stael, « d'argent à 8 tourteaux de gueules posés en orle », chevalier, seigneur de Moerestein, au pays de Juliers, colonel d'un régiment d'infanterie de Hauts-Allemands, en garnison à Kiserwert (Kaiserswerth ?), mort à la guerre de Bohême. Elle devient ensuite la femme de Géréon ou Gérion de Scoenrode, « tranché d'or et d'azur, à la bande échiquetée d'argent et de gueules brochant sur le tout »[45].

### PierreIVde Cupere
Pierre IV de Cupere, né du troisième ou du cinquième, lit, écuyer, maître d'hôtel d'Adolphe de Clèves seigneur de Ravestein (descendant probable de Adolphe de Clèves-Ravenstein), prend pour femme Amelberge Ferant, « d'argent à trois bandes de sable, au chef d'or », fille de Pierre Ferant, seigneur de Marincove et de Marie de Malegeer. Les deux sont enterrés dans la cathédrale Saint-Donatien de Bruges.

### PierreVde Cupere
Pierre V de Cupere, fils des précédents, est le fondateur de la postérité britannique de la branche cadette de la famille.
Pierre V de Cupere, capitaine d'une compagnie d'infanterie wallonne au service des états de Hollande, se convertit au protestantisme, puis se retire de Leyde en Angleterre pour avoir tué en duel Renier van Rossen ou Rossem, chevalier.
Il se met au service d'Élisabeth Ire (reine d'Angleterre) qui lui donne la charge de contrôleur-général (sans doute des armées) d'Angleterre. Il se marie dans son pays d'accueil avec Éléonore de Clifort, « échiqueté d'or et d'azur à la fasce de gueules brochant sur le tout », fille d'Artus de Clifort, comte de Clifort (en fait Clifford, voir: Famille Clifford).
Pierre V de Cupere ajoute à ses armes « De sinople au sautoir d'hermines; l'écu timbré d'un casque d'argent, grillé et liseré d'or, orné de son bourlet et lambrequins d'hermine et de sinople, et au-dessus, en cimier, deux demi vols d'hermines et de sinople » « un chef d'or »,  que sa postérité a continué de porter.
Le couple a donné naissance à deux enfants :
- Édouard de Cupere de Clifford qui suit.
- Charles de Cupere de Clifford, chevalier, baronnet, seigneur de Hostinton, conseiller et chambellan d'Élisabeth Ire, mort au château de Windsor en 1581[48].

### Édouard de Cupere
Édouard de Cupere de Clifford, lord Stapleton, gouverneur d'Oxford puis chapelain de Windsor et trésorier général de l'épargne d'Élisabeth Ire. Il épouse Jolente (Yolande?) de Neuil, « de gueules au sautoir vuidé ou percé en cœur d'argent », fille d'Henri De Neuil, dit Connestable, fils du duc de Bedford, et d'une fille de la très noble maison de Cogniers.

### RichardIerde Cupere (1576-1597)
Richard Ier de Cupere de Clifford, lord Stapleton, fils des précédents, né en 1576, considéré comme un des beaux hommes d'Angleterre, est dans les grâces d'Élisabeth Ire, mais ayant refusé d'accéder à certains de ses désirs, est décapité sur son ordre à la Tour de Londres en 1597, âgé de 21 ans. Il avait épousé Brigitte Standeay, « de… à la bande de… chargée de 3 têtes de cerfs d'or », fille du marquis d'Aeres. Selon M. de Végiano, le nom de son épouse peut être Stanley (famille portant « d'argent à la bande d'azur, chargée de trois rencontres de cerfs d'or, posés dans le sens de la bande ».

### RichardIIde Cupere (1597-…)
Richard II de Cupere de Clifford, lord Stapleton, surnommé l'Orphelin, car âgé seulement d'un an à la mort de son père. Élisabeth Ire prend en charge son éducation jusqu'à l'âge de six ans. En 1601, il a 5 ans, elle lui donne la vicomté de Vilonby dans le comté de Kent. Il se marie en 1619, à 23 ans, avec la fille de Roger de Stafford « d'or au chevron de gueules, à la bordure engrêlée d'argent », dont postérité encore vivace en 1861.

## Branche cadette belge

### JeanVIde Cupere
Jean VI de Cupere, seigneur de Cunre, est issu de la branche cadette néerlandaise puis britannique. Fils d'Arnould II de Cupere et d'Émélie van Alckemade, il occupe les fonctions de bailli de la châtellenie et du pays de Wimerdael, et trésorier de Charles le Téméraire, duc de Bourgogne. Il épouse Marie de Hoymille dite Lopin, « d'or au chef échiqueté d'argent et d'azur, aliis d'argent et de gueules »,  puis Avesoute ou Avezoete Ghys. Deux enfants naissent du premier lit :
- Jean VII de Cupere qui suit.
- Madeleine de Cupere, religieuse en l'abbaye de religieuses nobles de Messines[49].

### JeanVIIde Cupere
Jean VII de Cupere, écuyer, seigneur de Cunre, échevin de la ville de Gand en 1477, prend pour femme Béatrix Dadizelle, « de sinople à dix losanges d'argent, 3, 3, 3 et 1 », fille de Bavon Dadizelle. Trois descendants naissent du mariage :
- Jean VIII de Cupere qui suit.
- Olivier de Cupere, récollet à Bruges, puis gardien du couvent de Gand, et définiteur de l'ordre, mort à Rome.
- Pierre VI de Cupere, fondateur de la 1re branche cadette belge et française[49].

### JeanVIIIde Cupere
Jean VIII de Cupere, seigneur de Cunre, échevin de la ville de Bruges en 1519, épouse Ollix ou Alix Pelgrim ou Pelgrom, « coupé d'or et de sable à 3 merlettes de l'un en l'autre 2 et 1 ». Le couple teste en 1528.

### Warrin de Cupere
Warrin de Cupere, seigneur de Cunre, fils des précédents, capitaine et châtelain de Rupelmonde, nommé par Charles Quint en 1551. Il prend pour femme Péronne van der Burcht, « d'hermines à trois étrilles de gueules », fille d'André van der Burcht, écuyer et de Marguerite Boys. Il épouse ensuite Barbe Heymans, « d'argent au chevron d'azur, accompagné de trois quintefeuilles de gueules », fille d'Hector Heymans, dyckgraef (comte des fossés : responsable des fossés, canaux, ..) de Flandre.
Warrin de Cupere gît avec ses deux épouses dans la grotte de l'église de Saint-Jean à Gand (église souterraine de la cathédrale Saint-Bavon de Gand).

### Éverard de Cupere
Éverard de Cupere, né du premier mariage de son père, seigneur de Cunre, capitaine et châtelain de Rupelmonde, par résignation de son père autorisée par Matthias Ier de Habsbourg, archiduc d'Autriche, gouverneur des Pays-Bas espagnols et autrichiens (choisi par les États généraux des Pays-Bas sans l'accord du roi d'Espagne Philippe II). Matthias envoie Éverard à la guerre d'Allemagne pour servir le frère de Matthias Rodolphe II, qui le fait chevalier. Il avait pris pour épouse Madeleine Sersanders, « de gueules au croissant d'argent », héritière de Rodeghem, fille de… Sersanders et de… de Maldeghem.

### Werrin de Cupere
Werrin de Cupere, fils des précédents, seigneur de Cunre et de Rodeghem, bailli du pays de Bévère, au pays de Waes, bourgmestre de Saint-Nicolas au même pays. Il y épouse Vivine de Vaernewyck, « de sable à trois lions d'argent, armés, lampassés et couronnés d'or », fille de Jacques de Vaernewyck, chevalier, et de Françoise de Gruytere. Le couple a plusieurs enfants à l'identité non indiquée.

## 1rebranchecadette belge et française

### PierreVIde Cupere
Pierre VI de Cupere, comme indiqué ci-dessus, est le fils de Jean VII de Cupere et de Béatrix Dadizelle. Écuyer, seigneur de Bazelle, il est retrouvé échevin de la ville de Gand en 1510, puis bailli du pays de Bredenarde (en France, autour d'Audruicq). Il épouse à Bourbourg Catherine de Byndère, « fascé d'argent et de gueules de quatre pièces; les fasces d'argent chargées de trois sautoirs de gueules; au premier canton, d'or au lion de sable », fille d'Adrien de Byndère, receveur général de Ghistelhove, seigneurie de la châtellenie de Bourbourg) pour le duc de Vendôme (le duc de Vendôme est à cette époque le seigneur foncier de Bourbourg), et de Jeanne Feutz ou Fentz. Elle meurt à Bourbourg en 1591 et y est inhumée. Le couple a eu deux enfants :
- Jean IX de Cupere qui suit.
- Catherine de Cupere, se marie avec Pierre van Bierne, « d'argent à la hure de sanglier de sable »[56], chevalier, seigneur de Valebeck. Catherine meurt à Saint-Georges-sur l'Aa en 1563 et son mari à Bourbourg où il gisait au XIXe siècle dans l'église paroissiale sous une sépulture ornée de ses armes[57].

### JeanIXde Cupere
Jean IX de Cupere, écuyer, seigneur de Bazelle, apparait en 1563 en tant qu'arbitre d'un litige opposant Liévin de la Brande, seigneur de Morslede, et Jean de Berch, seigneur de Planques et Schondebroek, écuyer, au sujet de la terre de Slyps, située au pays de Bredenarde. Dans l'accord, Jean IX est qualifié de « joncker ». Il épouse Jeanne de Popieule, « d'argent semé de flammes, au lion de gueules, couronné d'or ». Le couple a deux enfants :
- Pierre VII de Cupere qui suit.
- Jean X de Cupere, écuyer, seigneur de Kermer, prend pour femme Jeanne de Vynck, « d'azur au chevron d'or, accompagné de trois merlettes d'argent », veuve de… Van der Mersch, écuyer. Le couple a pour postérité :

1. Jean XI de Cupere, mort sans alliance à Rome.
2. Jeanne de Cupere, religieuse[58].

### PierreVIIde Cupere (1533-1613)
Pierre VII de Cupere, écuyer, seigneur de Bazelle, Walle, Wauerie, Boulaire, Zutberland, greffier et conseiller pensionnaire (conseiller juridique) de la ville et châtellenie de Bourbourg, est considéré comme le fondateur du couvent des frères mineurs capucins à Bergues car il les appela en cette ville en 1601. Il crée en 1583, avec confirmation en 1606 et 1607, le séminaire ou pensionnat de Cupere à Bergues, sur les lieux de l'ancien hôpital Saint-Jacques, où il dote quarante étudiants pauvres, recommandés par des personnes autorisées, en priorité originaires des villes et châtellenies de Bourbourg, Gravelines, Bergues, Cassel et Furnes, pour y être instruits dans la langue latine (à cette fin, il constitue à perpétuité une rente de 4 000 livres fondée sur un capital de 60 000 livres).
En 1587, en tant que greffier pensionnaire de la ville de Bourbourg, Pierre VII fait partie des signataires de la charte de fusion des corps administratifs de la châtellenie et de la ville de Bourbourg, par le roi d'Espagne, duc de Bourgogne, comte de Flandre etc. Philippe II. Pierre est dit Messire dans ce document.
Il meurt, après avoir rédigé son testament où il mentionne ses parents, à Gand, à l'âge de 80 ans (les sources indiquent 1513, mais il s'agit probablement soit de 1593 soit de 1613) et y est inhumé dans l'église collégiale Sainte Pharaïlde avec une épitaphe ornée de ses armes. Il avait épousé Jeanne de Holle, « de gueules à la rose d'or, à la bordure de même », fille de Mathieu Holle, écuyer, bourgmestre de Bourbourg, et de Nicasine de Castelain. Elle meurt en 1598, sa tombe ornée de ses armes figure dans l'église paroissiale de Bourbourg.
Dans son testament, Pierre de Cupere a encore augmenté le capital de sa fondation (le séminaire de Cupere fonctionne jusqu'en 1793, date à laquelle les biens des collèges et dépendances furent confisqués et mis en vente) à Bergues, le faisant passer à 90 000 livres, somme très importante pour l'époque. Ses héritiers ont tenté de faire annuler le testament qui les dépossède un peu plus. Ils sont déboutés par sentence du conseil de Flandre, haute instance juridique dans le comté de Flandre, en date du 20 novembre 1628. Le couple a eu deux descendants :
- Mathieu de Cupere qui suit
- Pierre VIII de Cupere, auteur de la seconde branche cadette belge et française[65].

### Mathieu de Cupere (-1605)
Mathieu de Cupere, chevalier, seigneur de Walle, etc., est retrouvé échevin du Franc de Bruges en remplacement de Roland de Cortewille le 23 février 1588. Il effectue une carrière militaire au service du roi d'Espagne alors maître des Pays-Bas : colonel du comte de Bucquoy aux guerres d'Allemagne, pendant 18 ans capitaine au régiment du seigneur de La Motte Pardieu, général de l'artillerie aux Pays-Bas, puis lieutenant-gouverneur et capitaine de la ville et du château de Gravelines, et à sa mort gouverneur des ville et château de Renty. Mathieu effectue plusieurs voyages en Espagne vers le roi (Philippe II), envoyé par le duc de Parme (Alexandre Farnèse), gouverneur des Pays-Bas. Il acquiert une grande gloire et montre toute sa valeur et son dévouement aux guerres de Frise, au siège de Corbie, au siège de l'Écluse, à la bataille de Saint-Quentin. Il meurt lors du siège de Wachtendonk (nl) le 25 octobre 1605. Son corps est inhumé en Gueldre où son épitaphe est ornée de ses armes et de ses quartiers, tandis que son cœur a été déposé dans l'église des Jésuites de Saint-Omer.
Mathieu de Cupere avait épousé par contrat passé au château de Verquin, par devant notaires royaux le 31 janvier 1595, Marie de Marquais, (1570-1649) , « d'or fretté de gueules », fille du « noble seigneur » Jean de Marquais, seigneur de Villers, Verquin, Beaurain, etc et d'Anne le Vasseur, fille du seigneur de Werquigneul. Marie de Marquais se marie en secondes noces, par contrat passé à Saint-Omer le 22 avril 1613, avec Jean de Haynin, chevalier, seigneur du Maisnil, Wastine, la Mairie, mayeur de Saint-Omer. En 1620, elle fait rebâtir le château de Drincham, possédé par son fils Philippe-Octave ci-dessous et considéré ensuite à l'époque comme le plus beau de la châtellenie de Bourbourg. Elle meurt à 79 ans, le 18 janvier 1649, sans enfants du second mariage. Elle est inhumée dans l'église des jésuites de Saint-Omer, devant l'autel de Saint-Ignace. on donne deux enfants au couple :
- Philippe-Octave de Cupere qui suit.
- Anne de Cupere, née le 19 novembre 1596, morte en bas-âge[69].

### Philippe-Octave de Cupere (1599-1640)
Philippe-Octave de Cupere, chevalier, seigneur de Drincham (voir Seigneurs de Drincham), Boulaire, Zutberland, Wauerie, etc., nait au château de Gravelines le 15 décembre 1599. Dès sa jeunesse, il s'engage dans une carrière militaire : d'abord dans la milice, puis au service du roi d'Espagne. Il s'illustre pendant les guerres avec la France et la Hollande, en qualité d'enseigne colonel du comte de Mansfeld, puis d'une compagnie d'hommes d'armes des bandes d'ordonnance, sous le commandement de Lamoral Ier de Ligne, prince de Ligne et du Saint-Empire. Il meurt à l'âge de 50 ans lors du siège d'Arras le 19 juillet 1640, défaite espagnole face aux français.
Philippe-Octave avait pris pour femme par contrat de mariage passé à Saint-Omer le 1er avril 1634, Isabelle Thérèse Agnès de La Haye, « d'argent au chevron, accompagné de trois merlettes de sable », dame héritière de Tanacre, fille de Charles de La Haye, seigneur d'Ames, Caffort, Werps, Hebellerye, gentilhomme de la chambre du duc de Bavière, et de Jacqueline de la Cornhuse. Le couple a eu quatre enfants :
- François-Marie de Cupere qui suit.
- Adrien Ier Philippe de Cupere, écuyer, seigneur de Wauerie, né le 4 octobre 1636, effectue une carrière militaire, où il se distingue à son tour, à l'égal de ses ascendants. Il a pris épouse, sans autre précision.
- Philippe Ier de Cupere, mort jeune et inhumé dans l'église de Drincham devant le grand autel[70].
- Ferdinand Ier de Cupere, prend les armes de sa mère[71], armes chargées en abîme « d'un écusson d'argent au chevron, accompagné de trois merlettes de sable », seigneur de Tanacre, né en 1639, sert lui aussi en tant que soldat, meurt d'une maladie contagieuse contractée au siège de Saint-Ghislain en Hainaut. Il est enterré dans l'église des Récollets de Saint-Omer, devant l'autel de Saint-François[72].

### François-Marie de Cupere (1635-1700)
François-Marie de Cupere, seigneur de Drincham, Boulaire, Zutberland, nait à Saint-Omer le 25 janvier 1635. Il effectue à son tour une carrière militaire.
Il épouse à Bergues par contrat de mariage le 17 janvier 1663, avec dispense du Saint-Siège, Marie-Thérèse Vlaminck, « écartelé d'argent à une croix de gueules, cantonnée de quatre fleurs de lys de même, et d'argent à deux fasces d'azur, à la bordure engrêlée de… », sa cousine (issue de la 2e branche cadette belge et française), fille unique et héritière universelle de Pierre Vlaminck, écuyer, seigneur de Valbason et du Bamaire, mort le 11 octobre 1649, enterré dans l'église Saint-Pierre de Bergues, et de Marie-Thérèse de Piermont, décédée de la maladie contagieuse le 25 avril 1648, inhumée au même endroit.
François-Marie et sa femme financent la grande verrière de l'église de Drincham, dont il ne restait rien en 1848, ainsi qu'un autel à l'église des récollets de Dunkerque et y font peindre leurs armes. Le confessionnal en chêne de l'église de Drincham, datant de cette époque (1684) existe toujours (voir Drincham). En septembre 1697, François-Marie de Cupere fait enregistrer au bureau de Dunkerque les armoiries de sa seigneurie avec celles propres à sa famille.
François Marie meurt en 1700. Son épouse décède en 1720. On leur connait quatre descendants :
- Isabelle-Olimpie de Cupere, née à Saint-Omer le 29 décembre 1663, épouse Robert-Léonard de Harchies, « six bâtons d'or et de gueules en bande, écartelé avec l'écusson de la famille de Quesnoy, savoir : échiqueté d'or et de gueules de quatre tires », seigneur de Péry, sur la commune de Steenbecque[77].
- Silvie-Scholastique de Cupere, née à Bergues le 17 mars 1671, prend pour mari à la suite d'un contrat passé à Saint-Omer le 3 août 1695, le 10 août 1695 Antoine de Geneviers, « écartelé, aux 1 et 4 d'or au chevron d'azur, accompagné de trois hures de sanglier de sable; aux 2 et 3 contre-écartelé aux 1 et 4 d'azur au chef d'argent », qui est de Saluces; « aux 2 et 3 de sable semé de fleurs de lis d'or », qui est de Bernemicourt, chevalier, seigneur de Samette, haut-échevin de Cassel. Le contrat de mariage entre les époux est reproduit dans les Annales de la Société d'études de la province de Cambrai : y figure l'apport des deux mariés : la dot de Silvie Scholastique se compose de trois fermes (appelées censes dans ces régions) à Warhem, West-Cappel et Eringhem, ainsi que deux autres terres[78]. Le couple aura dix enfants mineurs à la date de la mort de leur mère[79] le 3 janvier 1714[80] à Aire (sans doute Aire-sur-la-Lys). Son mari meurt à Cassel le 7 mars 1739[80].
- Louis-Winoc de Cupere qui suit.
- Clotilde-Radegonde de Cupere, épouse en septembre 1703, par contrat à Bruxelles, Charles Antoine de Beauffort de Mondricourt, « d'azur à six jumelles d'or », capitaine de dragons à Saint-Omer[81]. Né à Saint-Omer en 1678, il est marquis de Beauffort et de Mondicourt. Elle décède en 1721 et il meurt en 1743 après s'être remarié[82],[83].

### Louis-Winoc de Cupere
Louis-Winoc de Cupere a laissé peu de traces de son passage. Il est l'héritier masculin de la famille, et à ce titre, seigneur de Drincham, Boulaire, Tanacre.
En 1704, il donne commission à Nicolas Bart, oncle du célèbre corsaire Jean Bart, curé de Drincham jusqu'en 1704, afin qu'il devienne régent du séminaire de Cupere.
il est mort a priori sans s'être marié et donc sans héritiers. Cette branche s'éteint avec lui.

## 2ebranchecadette belge et française

### PierreVIIIde Cupere
Pierre VIII de Cupere est le fils cadet de Pierre VII de Cupere et de Jeanne de Holle ci-dessus. Écuyer, seigneur de Bazelle, etc., Pierre VIII de Cupere prend pour femme, par contrat de mariage passé devant notaires royaux à Bruxelles le 20 septembre 1589, en présence de plusieurs membres des deux familles, Catherine (ou Marie) Van der Brugghe, « d'argent à la fasce bretessée et contre-bretessée de sable », fille d'Adrien Van der Brugghe, dit Nieulant, écuyer et de Perine d'Ylinghen.
Catherine va convoler en secondes noces avec Vigilius des Maretz, écuyer, seigneur de Zoetenay, sans en avoir d'enfants. Elle meurt à Bergues où elle repose dans l'église Saint-Pierre avec ces quartiers : Brugghe, Siclers, Ylinghen (écartelé de Wesemaele) et Gottignies.
Du mariage de Pierre sont nés quatre descendants :
- Ferdinand II de Cupere qui suit (il écartelait ses armes avec Van der Brugghe).
- Marie-Jeanne de Cupere, écartelait ses armes de même, se marie par contrat passé à Bergues le 16 juin 1612, avec Guislain de Piermont, « d'argent au chevron de gueules accompagné de trois trèfles de sinople », écuyer, seigneur de Coudecastel (sur Coudekerque), plusieurs fois bourgmestre de Bergues-saint-Winoc (ancien nom de Bergues). Elle meurt le 15 novembre 1658 et fut inhumée dans la sépulture des ancêtres de son mari, au chœur de l'église de Saint-Pierre à Bergues. Du couple naissent plusieurs enfants et une de leurs petites filles sera Marie-Thérèse Vlaminck, femme de François-Marie de Cupere, comme dit ci-dessus.
- Adrien II de Cupere, aux armes écartelées comme son frère et sa sœur, écuyer, lieutenant d'une compagnie de cavalerie, se marie « à son plaisir » (par choix personnel et non familial?) avec Jeanne Coene, « de gueules au fer de moulin d'or », fille d'Antoine Coene, dont il a un enfant. Elle va se remarier avec un dénommé Merchier, capitaine de cavalerie, sans en avoir d'héritiers. Adrien possédait une petite terre, moins de trois hectares, arrière-fief de la seigneurie de Coudecastel à Petite Synthe[87].

1. Bernard de Cupere, aux armes également écartelées, écuyer, se mésallie en épousant N… qui lui donne une fille non identifiée, morte en bas âge.

- Maximilien de Cupere, aux armes écartelées de même, écuyer, prend pour femme Charlotte de Wintere, « d'argent à la fasce de gueules, accompagnée de trois quintefeuilles de même, deux en chef et une en pointe ». Il meurt sans héritiers et fut inhumé dans l'église des dominicains de Bergues où l'on pouvait voir ses armes. Sa veuve se remarie avec Jean de Mol, seigneur de Watermael, fils de Jérôme de Mol, chevalier, sans en avoir d'enfants et elle épouse en troisièmes noces Jacques Lamens ou Lammens, seigneur de Brouckerckhove (Brouckerque?), bourgmestre de Furnes[88]. Il est question de Maximilien de Cupere dans un curieux récit selon lequel il aurait perdu la raison avant de pouvoir recevoir l'extrême-onction. Le malade habitait Quaedypre. Mis en présence d'une statuette de Marie mère de Jésus, il retrouve ses esprits le temps nécessaire à sa confession et à l'administration du sacrement puis retourne à son néant avant de décéder peu après[89].

### FerdinandIIde Cupere (- 1654)
Ferdinand II de Cupere, écuyer, seigneur de Bazelle, Wauerie par le partage des biens de son grand père, succède à son oncle dans la seigneurie de Walle. Il vend en août 1638 les fiefs de Wauerie et de Malaise à son cousin le seigneur de Drincham (Philippe-Octave de Cupere ci-dessus). Il possède lui aussi à Coudekerque un arrière-fief de la seigneurie de Coudecastel. Il meurt le 24 mars 1654. On l'inhume dans l'église de Saint-Martin de Bergues, où on pouvait voir ses armoiries devant l'autel de Sainte-Barbe.
Il avait épousé Marguerite Shebbens, « de sable à la fasce vivrée échiquetée d'argent et de gueules », nièce de Servais (Servais de Quinckère?), évêque de Bruges. Le couple a eu trois enfants :
- François II de Cupere qui suit.
- Philippe II de Cupere, écuyer[90], décédé à l'université de Louvain où il faisait ses études.
- Marie II de Cupere, morte sans alliance à Gand, enterrée dans l'église des récollets[91]

### FrançoisIIde Cupere
François II de Cupere, seigneur de Walle et de Bazelle sans autre renseignement.

## Pour approfondir